# کنستان کوله
کنستان کوله (فرانسوی: Constant Collet‎; ۲۸ ژانویهٔ ۱۸۸۹ – ۳ مارس ۱۹۳۷) دوچرخه‌سوار اهل فرانسه بود.